# Sarosesthes fulminans
Sarosesthes fulminans är en skalbaggsart som först beskrevs av Fabricius 1775.  Sarosesthes fulminans ingår i släktet Sarosesthes och familjen långhorningar. Inga underarter finns listade i Catalogue of Life.